# Gryponyx transvaalensis
Gryponyx transvaalensis  es una especie del género dudoso  Gryponyx (en griego, "garra curvada") de dinosaurio sauropodomorfo masópodo que vivió a principio del período Jurásico, hace aproximadamente 201 a 190 millones de años, durante el Hettangiense al Sinemuriense, en  lo que es hoy África.